# Каравайко, Григорий Иванович
Григо́рий Ива́нович Карава́йко (27 июля 1936, Кучиновка Черниговская область — 18 сентября 2006, Москва) — российский микробиолог, член-корреспондент РАН (1991; член-корреспондент АН СССР с 1990).
Исследования по физиологии, биохимии и экологии микроорганизмов, участвующих в разложении сульфидных и силикатных минералов, а также в выщелачивании и биосорбции металлов.
Похоронен в Москве на Троекуровском кладбище.

## Награды
- Премия имени С. Н. Виноградского (1992) — за цикл фундаментальных и прикладных исследований по трансформации минералов микроорганизмами

## Основные труды
- Соколова Г. А., Каравайко Г. И. Физиология и геохимическая деятельность тионовых бактерий / Институт микробиологии АН СССР. — М.: Наука, 1964. — 336 с. — 1200 экз.
- Каравайко Г. И., Кузнецов С. И., Голомзик А. И. Роль микроорганизмов в выщелачивании металлов из руд / Институт микробиологии АН СССР. — М.: Наука, 1972. — 248 с.